# Sân bay Tajima
Sân bay Tajima (但馬飛行場 Tajima Hikōjō, "Tajima Airfield") (IATA: TJH, ICAO: RJBT), cũng gọi là Sân bay Kounotori Tajima (コウノトリ但馬空港 Kounotori Tajima Kūkō) là một sân bay ở Toyooka, tỉnh Hyogo, Nhật Bản. Sân bay này có 1 đường băng dài 1200 m bề mặt nhựa đường.

## Các hãng hàng không và các tuyến điểm
Hiện có các hãng hàng không sau đang hoạt động tại sân bay này:
- Japan Air Commuter (Osaka Itami)[3]